# Anselm van der Linde
 (février 2022).
Si vous disposez d'ouvrages ou d'articles de référence ou si vous connaissez des sites web de qualité traitant du thème abordé ici, merci de compléter l'article en donnant les références utiles à sa vérifiabilité et en les liant à la section « Notes et références ».
Anselm van der Linde O.Cist (né le 24 septembre 1970 à Roodepoort en Afrique du Sud) est un cistercien austro-sud-africain, abbé émérite de l'abbaye territoriale de Wettingen-Mehrerau de Vorarlberg.

## Biographie
Anselm van der Linde a étudié la science politique à l'université de Pretoria et a travaillé comme employé au Ministère des Affaires étrangères de la République d'Afrique du Sud. Après s'être converti du calvinisme au catholicisme, il entre dans l'abbaye territoriale de Wettingen-Mehrerau en août 1994. Après un an comme étudiant en philosophie à l'abbaye territoriale d'Einsiedeln, van der Linde commence à étudier la théologie à l'Angelicum de Rome. En 1999, il est ordonné prêtre par Mgr Klaus Küng. En 2005, il acquiert une licence en droit religieux à l'Angelicum et est nommé procureur de l'église du diocèse de Feldkirch. En 2006, il est nommé a été secrétaire de la Congrégation de Mehrerau. Il enseigne la religion au "Collegium Bernardi", un lycée fondé par les cisterciens à Brégence.
Van der Linde est élu 53e abbé de Wettingen et 10e Prieur de Mehrerau le 30 janvier 2009 comme successeur de Kassian Lauterer et nommé par le pape Benoît XVI le 18 février. La bénédiction a lieu le 21 mars 2009 dans l'abbatiale de Wettingen-Mehrerau. En tant qu'abbé d'une abbaye territoriale, van der Linde est également membre de la Conférence épiscopale autrichienne. Il dirigeait également la Congrégation cistercienne internationale de Mehrerau en tant que président-abbé. 
En juillet 2018, après dix ans d’activité, il soumet sa démission au pape François qui l'accepte le 1er août de la même année.
Anselm van der Linde est grand-officier de l'Ordre équestre du Saint-Sépulcre de Jérusalem. 